# Église Saint-Barthélemy de Taller
L'église Saint-Barthélemy est un lieu de culte catholique situé dans la commune de Taller, dans le département français des Landes et le diocèse d'Aire et Dax.

## Histoire
L'église paroissiale Saint-Barthélemy de Taller, de style roman, est fondée au XIIe siècle.
À la suite du mariage d'Aliénor d'Aquitaine avec Henri II Plantagenet en 1152, le territoire de la Gascogne appartient à la couronne d'Angleterre pendant 300 ans. Les conflits entre Français et Anglais obligent les seigneurs locaux à créer des fortifications au XIVe siècle pour se mettre à l'abri des troubles liés à la guerre de Cent Ans.
L'église de Taller est fortifiée par les Anglais au XIVe siècle, lorsqu'ils occupent les Landes de 1337 à 1453. La fortification se manifeste avec la construction du clocher-donjon de forme massive quadrangulaire renforcé par quatre contreforts aux angles, percés d'imposantes archères sur ses trois façades nord, sud et ouest. La nef est surmontée d'un chemin de ronde muni de meurtrières sur les façades nord et sud. Le mur de la propriété qui longe l'édifice côté sud permet alors d'entraver l'avancée des ennemis arrivant du vallon et de les viser par les meurtrières.
Au moment de la Révolution française, le culte est interdit. En 1793, sur ordre du district de Castets et de la République, les cloches de l'église sont réquisitionnées et envoyées à l'armée pour les convertir en canon. Seule reste une cloche fondu en 1730 par le fondeur Lamier. L'autel et l'ensemble du mobilier sont vendus à cette époque,.
En 1842  l'église est agrandie avec la construction du bas-côté nord ce qui fait disparaitre une partie du chemin de ronde, une cloche est fondue en 1841 et une autre en 1900 par la fonderie Delestan, de Dax,.
Dans la nuit du 13 au 14 juillet 1894, la fondre s'abat sur le clocher en tuiles qui prend feu. La charpente, complètement détruite dans le sinistre, est reconstruite en 1895 et recouverte d'ardoise.
Sous l'impulsion de l'abbé Victor Doussy (1878-1953), l'église est restaurée et embellie. Le chemin de croix est réalisé en 1931 dans le style Art déco par le sculpteur Lucien Danglade. Le maitre autel et les fonts baptismaux sont réalisés par le marbrier bayonnais Clément Bousquet et offerts à la paroisse par la famille Dupin en 1932, les verrières sont réalisées par la fabrique Mauméjean Frères, verriers à Paris et Hendaye, et offertes par la famille Lalagüe en 1934. De 1930 à 1931, l'extérieur et l'intérieur sont recouverts d'enduit. Jusque-là étaient visibles des peintures sur les parois intérieures représentant des malades ou des blessés couchés sur un lit d'hôpital. Lors de ces travaux, est redécouvert sur le mur sud une fenêtre à croisée en pierre datant de la Renaissance (XVe siècle).
Une plaque est apposée sur le presbytère de style Art déco situé en face de l'église, rendant hommage à l'abbé Doussy, poète et homme de lettres, lié d’amitié avec Francis Jammes et l’artiste landais Emmanuel Delbousquet,.

## Architecture
La nef de style roman, toute en longueur sur 24 mètres et 5 mètres de large, se compose de deux vaisseaux couverts d'un plafond. Le chœur est vouté en cul-de-four. L'extrémité orientale est de forme semi-circulaire et soutenue par de solides contreforts. Le clocher abrite trois cloches respectivement datées de 1730, 1841 et 1900.